# متروی بوئنوس آیرس
متروی بوئنوس آیرس (اسپانیایی: Subterráneo de Buenos Aires‎) سامانه قطارشهری در شهر بوئنوس آیرس، آرژانتین است.
این مترو که در تاریخ ۱ دسامبر ۱۹۱۳ تأسیس شده دارای ۶ خط، ۸۳ ایستگاه و ۵۱٫۴ کیلومتر طول می‌باشد.

## نقشه

## نگارخانه

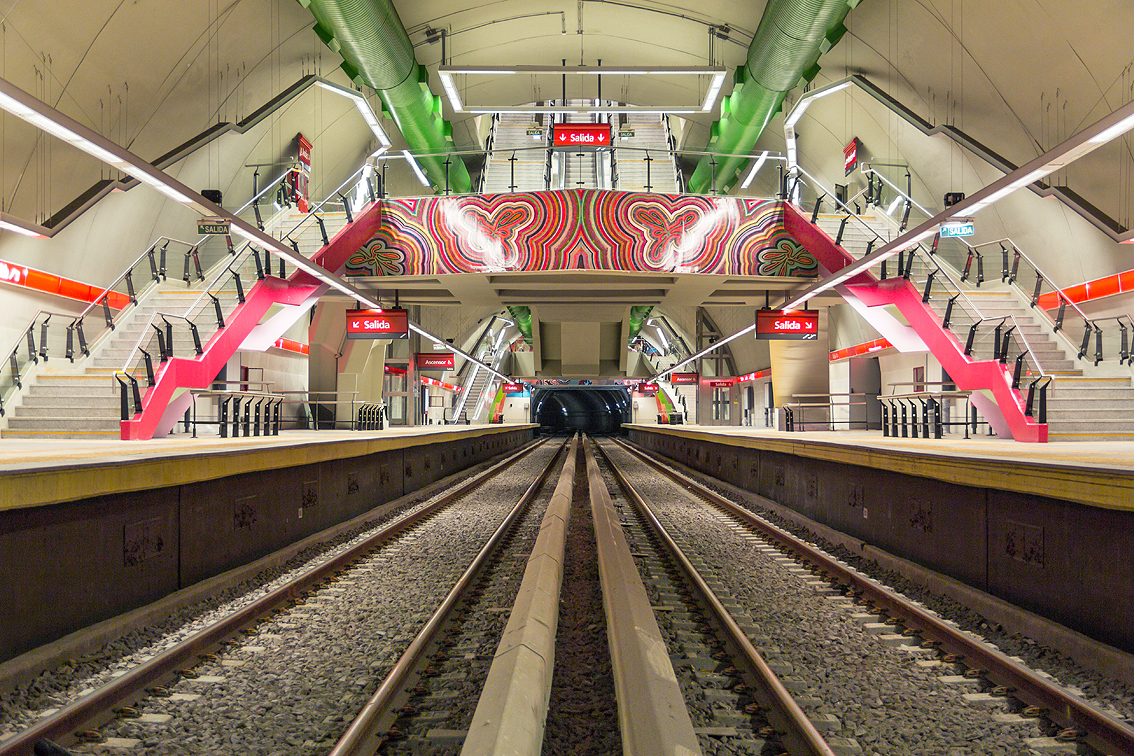
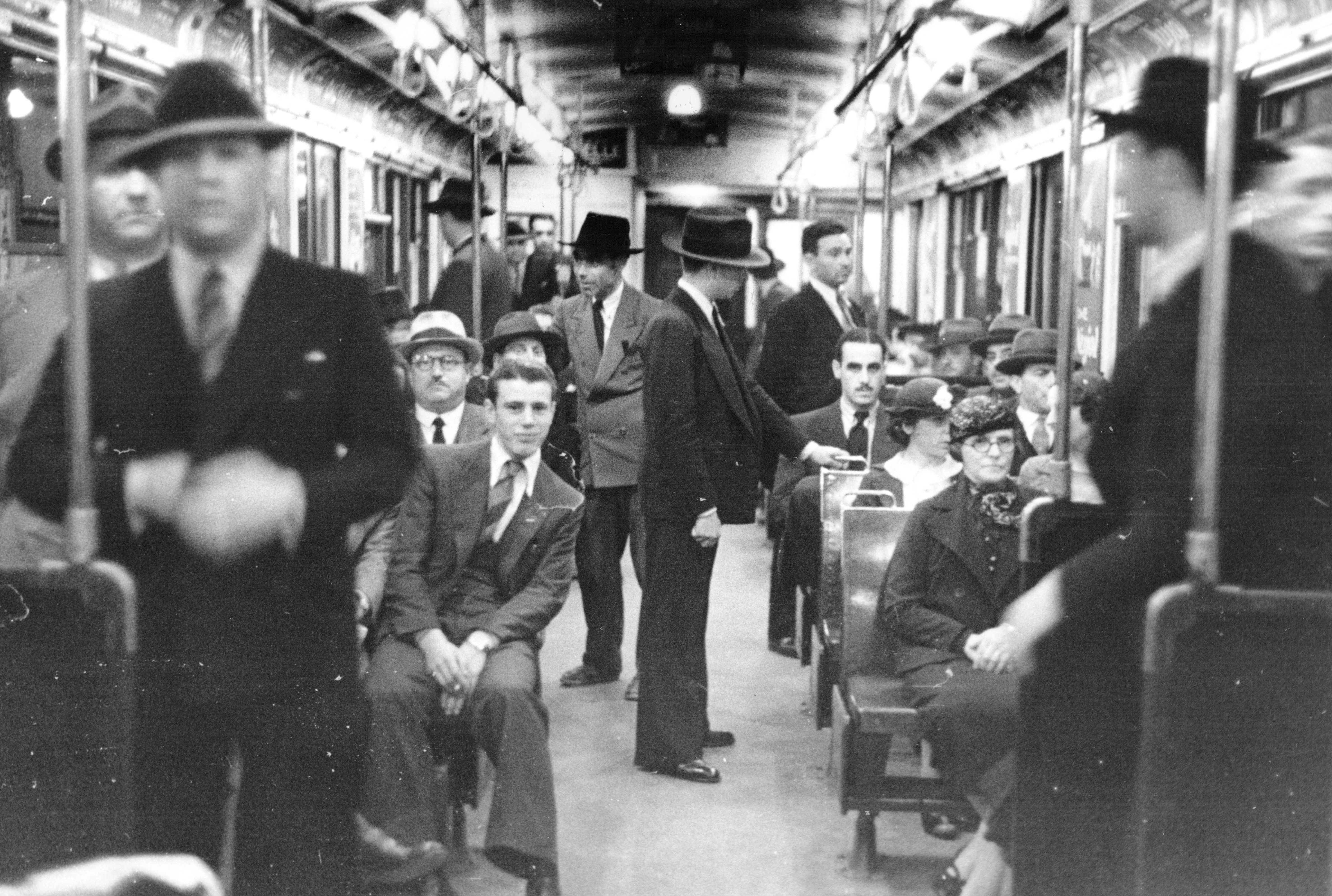
۱۹۳۸
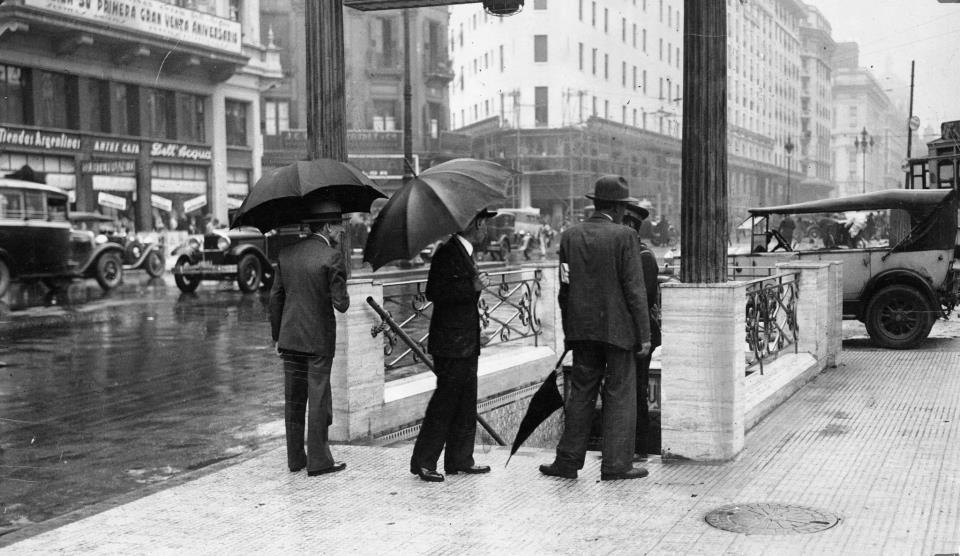
۱۹۳۶
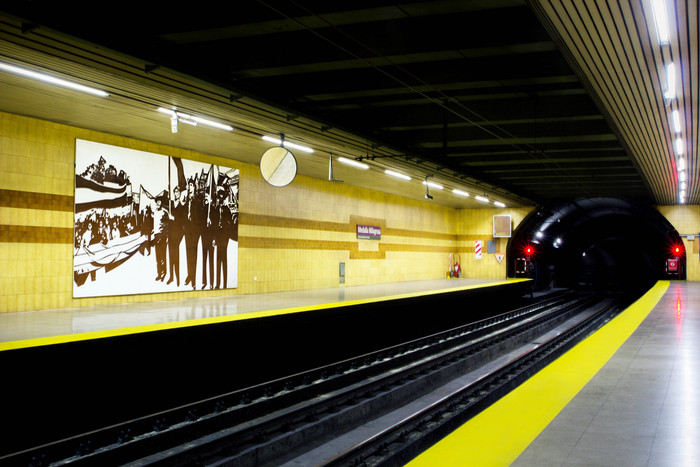
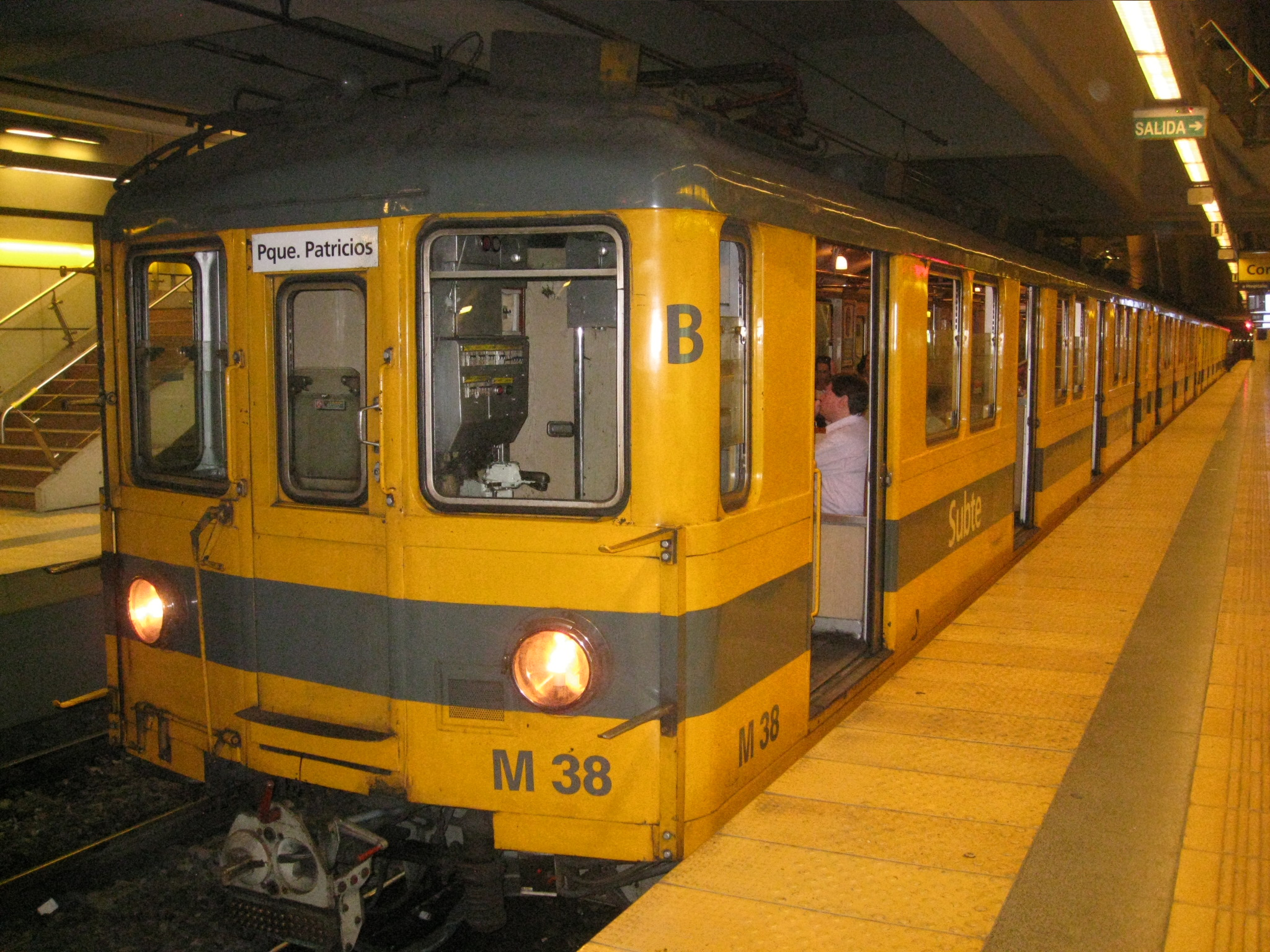
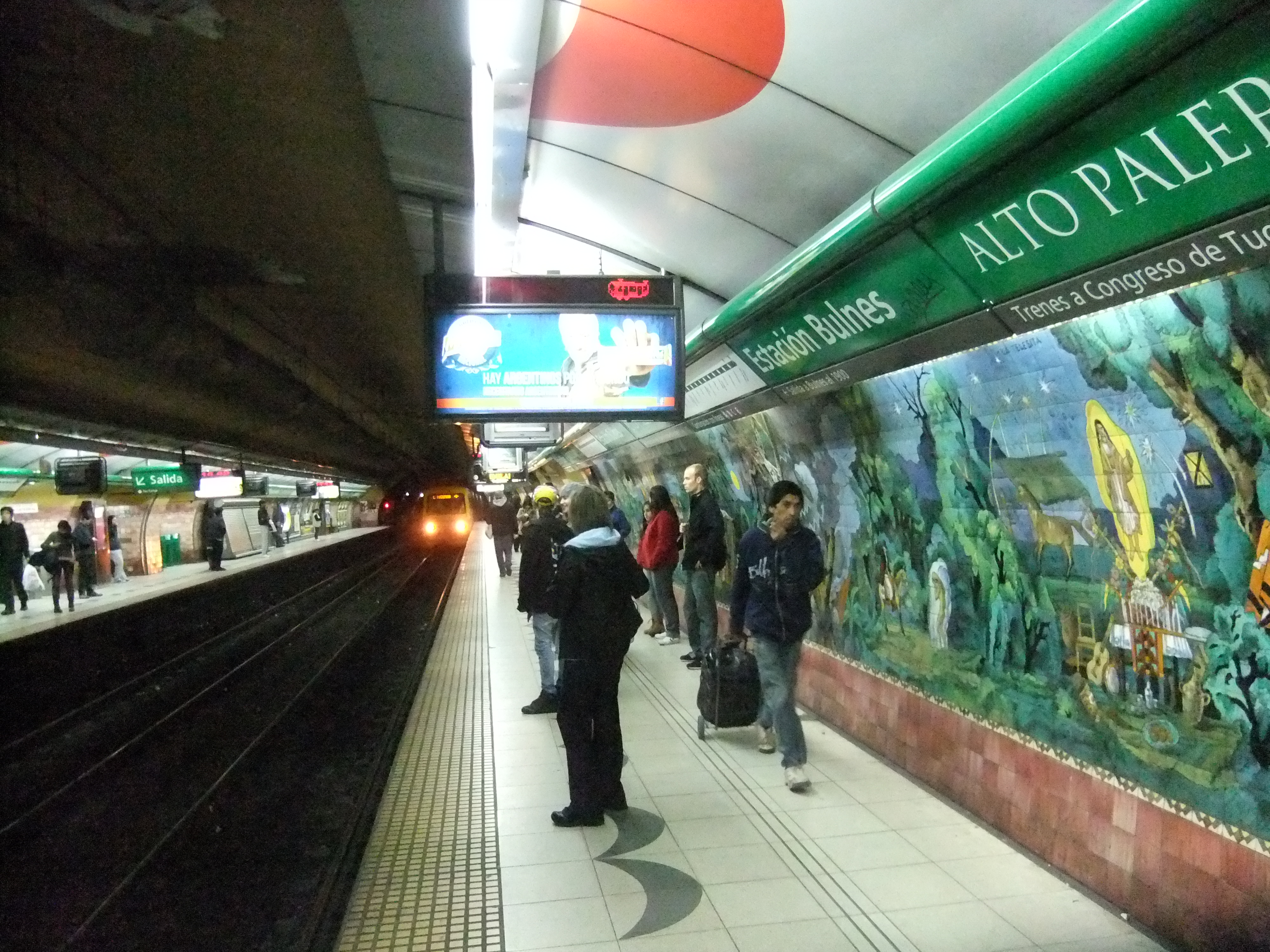
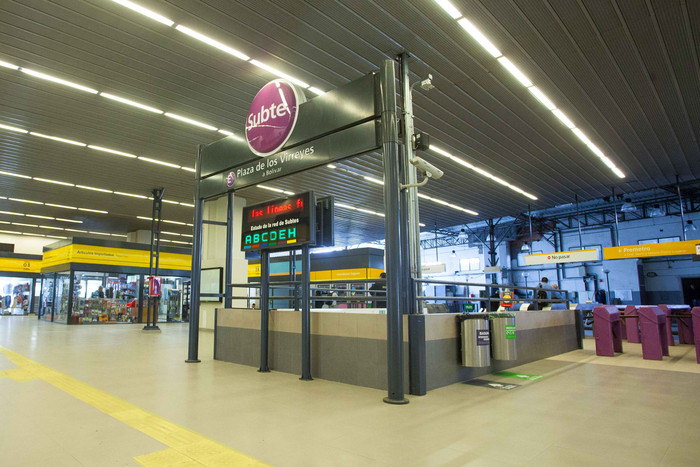
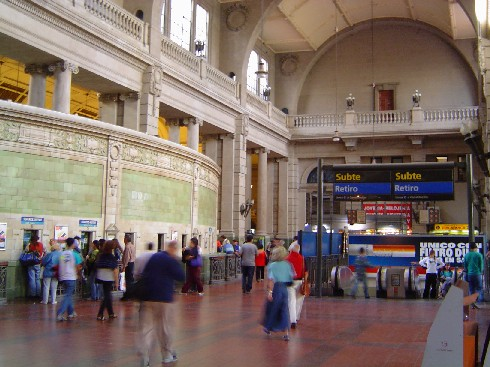
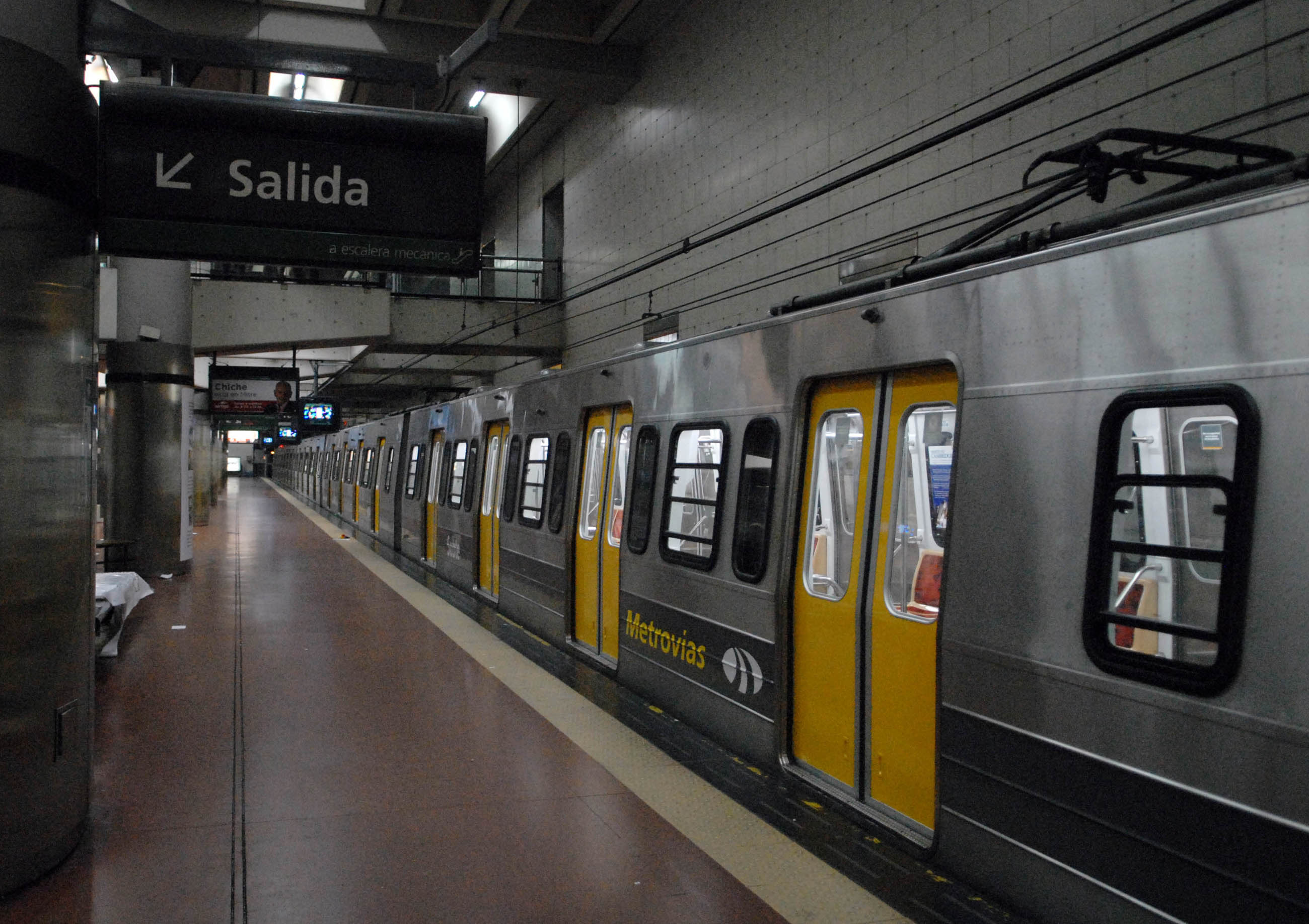